# Falsk guldskivlav
Falsk guldskivlav (Psora testacea) är en lav som beskrevs av Georg Franz Hoffmann. Falsk guldskivlav ingår i släktet Psora och familjen Psoraceae. Inga underarter finns listade.
Utbredningen omfattar södra och mellersta Europa, med några spridda nordligare förekomster. I Sverige finns arten på Öland och Gotland. Den är rödlistad och kategoriseras som sårbar (VU).